# 新东大桥 (海口)
新东大桥是中国海南省海口市美兰区的一座公路桥，西起新埠岛，跨过南渡江，东接东营镇，是南渡江最下游的桥梁。桥梁限速60km/h，於2014年建成通车。